# 灵山卫城隍庙
灵山卫城隍庙，位于中国山东省青岛市黄岛区灵山卫街道，始建于明代，现存建筑建于清代，存殿宇两座，现为黄岛区文物保护单位。

## 概况
灵山卫建置于明洪武三十一年（1398年），裁撤于清雍正十二年（1735年）。灵山卫城隍庙始建于明代，清乾隆《灵山卫志》有“城隍庙，在城内西街，坐北南向”之记载。现今灵山卫城池已荒废多年，城隍庙是少数留存的遗迹之一，每年农历四月初八为城隍庙庙会。2011年7月起，灵山卫街道投资200多万元修复城隍庙。第三次全国文物普查期间，灵山卫城隍庙为新发现不可移动文物。2012年8月8日，灵山卫城隍庙列入第四批胶南市文物保护单位。胶南市并入黄岛区后，原胶南市文物保护单位更名为青岛市黄岛区文物保护单位。
灵山卫城隍庙现存前后两殿（灵威公府、蕊珠殿），均为三开间硬山顶，总建筑面积116.5平方米。城隍庙前有两株东西相对的“夫妻银杏”，树龄均600余年，为国家一级保护古树，一株高18.0米，胸围3.10米，树冠东西向及南北向均为16.0米。另一株高20.0米，胸围3.87米，树冠东西向13.0米、南北向21.0米。

## 图集
- 前殿
- 后殿
- 侧视